# Anaxipha buxtoni
Anaxipha buxtoni är en insektsart som beskrevs av Lucien Chopard 1929. Anaxipha buxtoni ingår i släktet Anaxipha och familjen syrsor. Inga underarter finns listade i Catalogue of Life.